# Ларьё, Максанс
Максанс Ларьё (фр. Maxence Larrieu; род. 27 октября 1934, Марсель) — французский флейтист.

## Биография
Сын пианистки. В 1944 г. начал заниматься флейтой в Марсельской консерватории у Жозефа Рампаля, в дальнейшем окончил Парижскую консерваторию (1951, класс Гастона Грюнеля). В 1954 г. был удостоен второй премии на Международном конкурсе исполнителей в Женеве.
В 1954—1966 гг. первая флейта в оркестре парижской Опера-Комик, затем до 1978 г. играл в оркестре Гранд-Опера. Одновременно развивал сольную карьеру. Неоднократно исполнял Сонату для флейты и фортепиано Франсиса Пуленка вместе с автором. Записал множество сочинений Иоганна Себастьяна Баха, Георга Филиппа Телемана, Георга Фридриха Генделя, Антонио Вивальди и других композиторов в ансамбле с такими музыкантами, как Жан-Пьер Рампаль, Сусанна Милдонян, Рафаэль Пуйяна, Ролан Пиду, много выступал и записывался с оркестром Жана Франсуа Пайяра, руководил также квартетом Максанса Ларьё (с 1963 года, с участием гобоиста Жака Шамбона, виолончелиста Бернара Фонтени и клавесинистки Анн-Мари Бекенстейнер). Первый исполнитель концерта для флейты с оркестром Марселя Ландовски (1968).
В 2007 г. в Ницце прошёл первый Международный конкурс флейтистов Максанса Ларьё (победу одержал Лоик Шнейдер из Франции, Денис Буряков был удостоен третьей премии).